# Hanumanalu, Tirumakudal Narsipur
Hanumanalu là một làng thuộc tehsil Tirumakudal Narsipur, huyện Mysore, bang Karnataka, Ấn Độ.